# Giro d'Italia 2002
Il Giro d'Italia 2002, ottantacinquesima edizione della "Corsa Rosa", si svolse in venti tappe precedute da un cronoprologo iniziale dall'11 maggio al 2 giugno 2002 per un percorso totale di 3 363,8 km. Fu vinto dall'italiano Paolo Savoldelli.

## Tappe
| Tappa  | Data      | Percorso                                            | km      | Vincitore di tappa         | Leader cl. generale   |
| ------ | --------- | --------------------------------------------------- | ------- | -------------------------- | --------------------- |
| prol.  | 11 maggio | Groninga (NLD) > Groninga (NLD) (cron. individuale) | 6,5     | Juan Carlos Domínguez      | Juan Carlos Domínguez |
| 1ª     | 12 maggio | Groninga (NLD) > Münster (DEU)                      | 218     | Mario Cipollini            | Mario Cipollini       |
| 2ª     | 13 maggio | Colonia (DEU) > Ans (BEL)                           | 209     | Stefano Garzelli           | Stefano Garzelli      |
| 3ª     | 14 maggio | Verviers (BEL) > Esch-sur-Alzette (LUX)             | 206     | Mario Cipollini            | Stefano Garzelli      |
| 4ª     | 15 maggio | Esch-sur-Alzette (LUX) > Strasburgo (FRA)           | 232     | Robbie McEwen              | Stefano Garzelli      |
|        | 16 maggio | giorno di riposo                                    |         |                            |                       |
| 5ª     | 17 maggio | Fossano > Limone Piemonte                           | 150     | Stefano Garzelli           | Stefano Garzelli      |
| 6ª     | 18 maggio | Cuneo > Varazze                                     | 190     | Giovanni Lombardi          | Jens Heppner          |
| 7ª     | 19 maggio | Viareggio > Lido di Camaiore                        | 159     | Rik Verbrugghe             | Jens Heppner          |
| 8ª     | 20 maggio | Capannori > Orvieto                                 | 237     | Aitor González             | Jens Heppner          |
| 9ª     | 21 maggio | Tivoli > Caserta                                    | 201     | Mario Cipollini            | Jens Heppner          |
| 10ª    | 22 maggio | Maddaloni > Benevento                               | 118     | Robbie McEwen              | Jens Heppner          |
| 11ª    | 23 maggio | Benevento > Campitello Matese                       | 143     | Gilberto Simoni            | Jens Heppner          |
| 12ª    | 24 maggio | Campobasso > Chieti                                 | 205     | Denis Lunghi               | Jens Heppner          |
| 13ª    | 25 maggio | Chieti > San Giacomo di Valle Castellana            | 186     | Julio Alberto Pérez Cuapio | Jens Heppner          |
| 14ª    | 26 maggio | Numana > Numana (cron. individuale)                 | 30,3    | Tyler Hamilton             | Jens Heppner          |
|        | 27 maggio | giorno di riposo                                    |         |                            |                       |
| 15ª    | 28 maggio | Terme Euganee > Conegliano                          | 156     | Mario Cipollini            | Jens Heppner          |
| 16ª    | 29 maggio | Conegliano > Corvara in Badia                       | 163     | Julio Alberto Pérez Cuapio | Cadel Evans           |
| 17ª    | 30 maggio | Corvara in Badia > Folgaria                         | 222     | Pavel Tonkov               | Paolo Savoldelli      |
| 18ª    | 31 maggio | Rovereto > Brescia                                  | 145     | Mario Cipollini            | Paolo Savoldelli      |
| 19ª    | 1º giugno | Cambiago > Monticello Brianza (cron. individuale)   | 46      | Aitor González             | Paolo Savoldelli      |
| 20ª    | 2 giugno  | Cantù > Milano                                      | 141     | Mario Cipollini            | Paolo Savoldelli      |
| Totale | Totale    | Totale                                              | 3 363,8 |                            |                       |

## Squadre e corridori partecipanti
| N.      | Cod. | Squadra                          |
| ------- | ---- | -------------------------------- |
| 1-9     | SAE  | Saeco M. per Caffè-Longoni Sport |
| 11-19   | ACQ  | Acqua & Sapone-Cantina Tollo     |
| 21-29   | ALS  | Alessio                          |
| 31-39   | PAN  | Ceramiche Panaria-Fiordo         |
| 41-49   | CLM  | Colombia-Selle Italia            |
| 51-59   | FAS  | Fassa Bortolo                    |
| 61-69   | GST  | Gerolsteiner                     |
| 71-79   | INA  | Index-Alexia Alluminio           |
| 81-89   | KEL  | Kelme-Costa Blanca               |
| 91-99   | LAM  | Lampre-Daikin                    |
| 101-109 | LAN  | Landbouwkrediet-Colnago          |

| N.      | Cod. | Squadra                |
| ------- | ---- | ---------------------- |
| 111-119 | LOT  | Lotto-Adecco           |
| 121-129 | MAP  | Mapei-Quick Step       |
| 131-139 | MER  | Mercatone Uno          |
| 141-149 | FOT  | Formaggi Trentini      |
| 151-159 | PHO  | Phonak Hearing Systems |
| 161-169 | RAB  | Rabobank               |
| 171-179 | TAC  | Tacconi Sport          |
| 181-199 | COA  | Team Coast             |
| 191-199 | CPK  | Team Colpack-Astro     |
| 201-209 | CSC  | Team CSC-Tiscali       |
| 211-219 | TEL  | Team Deutsche Telekom  |

## Resoconto degli eventi
In omaggio all'Unione europea e all'introduzione fisica dell'euro la corsa prese il via da Groninga, nei Paesi Bassi, attraversando quindi Germania, Belgio, Lussemburgo e Francia, paesi fondatori dell'UE insieme all'Italia. Poi il trasferimento, da Strasburgo a Fossano, e il primo giorno di riposo. Cinque erano gli arrivi in salita, due dei quali sulle Alpi, mentre tre (incluso il cronoprologo di Groninga) le cronometro. Stefano Garzelli, il campione in carica Gilberto Simoni, Francesco Casagrande, Dario Frigo e Pavel Tonkov erano i principali favoriti alla vittoria finale.
L'edizione fu tormentata da numerosi casi di doping. Inizialmente ci furono quattro ciclisti partecipanti coinvolti: Nicola Chesini della Ceramiche Panaria-Fiordo finì ai domiciliari con l'accusa di aver fornito sostanze dopanti ai colleghi (primo corridore arrestato in corsa, in 85 anni di storia al Giro), Domenico Romano della Landbouwkrediet-Colnago si costituì quattro giorni dopo il mandato di cattura, Faat Zakirov della Panaria e Roberto Sgambelluri della Mercatone Uno risultarono invece positivi al NESP, l'EPO di seconda generazione, dopo il controllo antidoping di Groninga.
Poi venne il turno di due favoriti per la vittoria finale. La sera del 17 maggio uscì la notizia della positività al Probenecid (un diuretico utilizzato spesso come coprente) di Stefano Garzelli, fin lì dominatore della corsa e già vincitore di due tappe e con indosso la rosa. Il controllo era stato svolto a Liegi quattro giorni prima. Il varesino decise di continuare la gara, ma dopo la conferma della positività nelle controanalisi, il 21 maggio fu costretto ad abbandonare (verrà in seguito squalificato). Passarono solo tre giorni dall'addio di Garzelli e anche Gilberto Simoni, fresco vincitore della tappa di Campitello Matese, venne forzato dalla sua squadra a lasciare la gara per una positività alla cocaina riscontrata in un test di un mese prima. Il trentino si difenderà additando come causa della contaminazione alcune caramelle colombiane regalategli dalla zia, versione dei fatti che sarà poi confermata dalla giustizia sportiva.
Il giorno dopo la notizia della positività di Garzelli, grazie a una fuga l'esperto Jens Heppner conquistò la maglia rosa, sottraendola proprio all'atleta della Mapei-Quick Step; il tedesco tenne la leadership per ben dieci tappe, fino alla frazione di Corvara in Badia, la prima sulle Alpi, quando dovette cederla all'ex biker australiano Cadel Evans. Il 28 maggio, intanto, anche quello che era ormai considerato il principale candidato al successo finale, Francesco Casagrande, aveva dovuto lasciare la corsa: il ciclista della Fassa Bortolo venne infatti espulso per aver spinto e fatto cadere il colombiano John Freddy García durante lo sprint per un GPM di terza categoria nella tappa con arrivo a Conegliano.
Venuti a mancare molti dei favoriti, sulle Dolomiti la "Corsa Rosa" divenne una battaglia con numerosi contendenti: Evans, Tyler Hamilton, ex gregario di Armstrong, Paolo Savoldelli, già secondo al Giro 1999, ma anche Dario Frigo, Aitor González, Pietro Caucchioli e Juan Manuel Gárate. Dopo un grande equilibrio, si decise tutto sulle ultime salite, nella tappa di Folgaria. Evans, in rosa dal giorno prima, crollò ed uscì anche dalle prime dieci posizioni, e pure Frigo e González persero terreno; Savoldelli invece tenne bene, attaccò Hamilton e lo staccò di quasi due minuti (quel giorno vinse Tonkov), vestendo di rosa. L'atleta della Index-Alexia Alluminio consolidò il primato due giorni dopo, quando superò i principali rivali anche nella cronometro in Brianza vinta da Aitor González.
Pur non essendosi aggiudicato alcuna tappa, Paolo Savoldelli fece così sua la corsa davanti a Tyler Hamilton; terzo fu Pietro Caucchioli, quarto Gárate. Mario Cipollini vinse ben sei tappe (suo record personale al Giro) e, per la terza volta in carriera, la maglia ciclamino della classifica a punti. La maglia verde del Gran Premio della Montagna andò al messicano Julio Alberto Pérez Cuapio, vincitore a Valle Castellana e Corvara in Badia, quella azzurra dell'Intergiro a Massimo Strazzer.

## Dettagli delle tappe

### Prologo
- 11 maggio: Groninga (Paesi Bassi) > Groninga (Paesi Bassi) – Cronometro individuale – 6,5 km

Risultati
| Pos. | Corridore             | Squadra      | Tempo |
| ---- | --------------------- | ------------ | ----- |
| 1    | Juan Carlos Domínguez | Phonak       | 8'12" |
| 2    | Rik Verbrugghe        | Lotto-Adecco | a 1"  |
| 3    | Paolo Savoldelli      | Index-Al.    | a 4"  |

| Pos. | Corridore             | Squadra      | Tempo |
| ---- | --------------------- | ------------ | ----- |
| 1    | Juan Carlos Domínguez | Phonak       | 8'12" |
| 2    | Rik Verbrugghe        | Lotto-Adecco | a 1"  |
| 3    | Paolo Savoldelli      | Index-Al.    | a 4"  |

### 1ª tappa
- 12 maggio: Groninga (Paesi Bassi) > Münster (Germania) – 218 km

Risultati
| Pos. | Corridore       | Squadra      | Tempo    |
| ---- | --------------- | ------------ | -------- |
| 1    | Mario Cipollini | Acqua & Sap. | 5h37'14" |
| 2    | Graeme Brown    | Cer. Panaria | s.t.     |
| 3    | Robbie McEwen   | Lotto-Adecco | s.t.     |

| Pos. | Corridore         | Squadra      | Tempo    |
| ---- | ----------------- | ------------ | -------- |
| 1    | Mario Cipollini   | Acqua & Sap. | 5h45'23" |
| 2    | Matthias Buxhofer | Phonak       | a 11"    |
| 3    | Frank Høj         | Team Coast   | a 12"    |

### 2ª tappa
- 13 maggio: Colonia (Germania) > Ans (Belgio) – 209 km

Risultati
| Pos. | Corridore            | Squadra       | Tempo    |
| ---- | -------------------- | ------------- | -------- |
| 1    | Stefano Garzelli     | Mapei         | 5h25'12" |
| 2    | Francesco Casagrande | Fassa Bortolo | s.t.     |
| 3    | Jens Heppner         | Team Telekom  | s.t.     |

| Pos. | Corridore        | Squadra      | Tempo     |
| ---- | ---------------- | ------------ | --------- |
| 1    | Stefano Garzelli | Mapei        | 11h10'45" |
| 2    | Fabrizio Guidi   | Team Coast   | a 13"     |
| 3    | Rik Verbrugghe   | Lotto-Adecco | a 19"     |

### 3ª tappa
- 14 maggio: Verviers (Belgio) > Esch-sur-Alzette (Lussemburgo) – 206 km

Risultati
| Pos. | Corridore        | Squadra      | Tempo    |
| ---- | ---------------- | ------------ | -------- |
| 1    | Mario Cipollini  | Acqua & Sap. | 5h46'57" |
| 2    | Massimo Strazzer | Phonak       | s.t.     |
| 3    | Danilo Hondo     | Team Telekom | s.t.     |

| Pos. | Corridore        | Squadra      | Tempo     |
| ---- | ---------------- | ------------ | --------- |
| 1    | Stefano Garzelli | Mapei        | 16h57'42" |
| 2    | Fabrizio Guidi   | Team Coast   | a 13"     |
| 3    | Rik Verbrugghe   | Lotto-Adecco | a 19"     |

### 4ª tappa
- 15 maggio: Esch-sur-Alzette (Lussemburgo) > Strasburgo (Francia) – 232 km

Risultati
| Pos. | Corridore       | Squadra      | Tempo    |
| ---- | --------------- | ------------ | -------- |
| 1    | Robbie McEwen   | Lotto-Adecco | 5h37'13" |
| 2    | Mario Cipollini | Acqua & Sap. | s.t.     |
| 3    | Enrico Degano   | Cer. Panaria | s.t.     |

| Pos. | Corridore        | Squadra      | Tempo     |
| ---- | ---------------- | ------------ | --------- |
| 1    | Stefano Garzelli | Mapei        | 22h34'55" |
| 2    | Fabrizio Guidi   | Team Coast   | a 9"      |
| 3    | Rik Verbrugghe   | Lotto-Adecco | a 19"     |

### 5ª tappa
- 17 maggio: Fossano > Limone Piemonte – 150 km

Risultati
| Pos. | Corridore        | Squadra | Tempo    |
| ---- | ---------------- | ------- | -------- |
| 1    | Stefano Garzelli | Mapei   | 3h46'45" |
| 2    | Santiago Pérez   | Kelme   | s.t.     |
| 3    | Gilberto Simoni  | Saeco   | s.t.     |

| Pos. | Corridore            | Squadra       | Tempo     |
| ---- | -------------------- | ------------- | --------- |
| 1    | Stefano Garzelli     | Mapei         | 26h21'28" |
| 2    | Francesco Casagrande | Fassa Bortolo | a 43"     |
| 3    | Gilberto Simoni      | Saeco         | a 1'00"   |

### 6ª tappa
- 18 maggio: Cuneo > Varazze – 190 km

Risultati
| Pos. | Corridore         | Squadra           | Tempo    |
| ---- | ----------------- | ----------------- | -------- |
| 1    | Giovanni Lombardi | Acqua & Sap.      | 4h56'45" |
| 2    | Ruggero Marzoli   | Formaggi Trentini | s.t.     |
| 3    | Bert Grabsch      | Phonak            | s.t.     |

| Pos. | Corridore        | Squadra         | Tempo     |
| ---- | ---------------- | --------------- | --------- |
| 1    | Jens Heppner     | Team Telekom    | 31h19'45" |
| 2    | Stefano Garzelli | Mapei           | a 3'33"   |
| 3    | J. Popovyč       | Landbouwkrediet | a 3'43"   |

### 7ª tappa
- 19 maggio: Viareggio > Lido di Camaiore – 159 km

Risultati
| Pos. | Corridore       | Squadra      | Tempo    |
| ---- | --------------- | ------------ | -------- |
| 1    | Rik Verbrugghe  | Lotto-Adecco | 4h03'59" |
| 2    | Raphael Schweda | Team Coast   | a 59"    |
| 3    | Cristian Moreni | Alessio      | s.t.     |

| Pos. | Corridore        | Squadra         | Tempo     |
| ---- | ---------------- | --------------- | --------- |
| 1    | Jens Heppner     | Team Telekom    | 35h25'30" |
| 2    | Stefano Garzelli | Mapei           | a 3'33"   |
| 3    | J. Popovyč       | Landbouwkrediet | a 3'43"   |

### 8ª tappa
- 20 maggio: Capannori > Orvieto – 237 km

Risultati
| Pos. | Corridore            | Squadra       | Tempo    |
| ---- | -------------------- | ------------- | -------- |
| 1    | Aitor González       | Kelme         | 5h47'54" |
| 2    | Francesco Casagrande | Fassa Bortolo | a 4"     |
| 3    | Gilberto Simoni      | Saeco         | s.t.     |

| Pos. | Corridore        | Squadra         | Tempo     |
| ---- | ---------------- | --------------- | --------- |
| 1    | Jens Heppner     | Team Telekom    | 41h13'28" |
| 2    | Stefano Garzelli | Mapei           | a 3'33"   |
| 3    | J. Popovyč       | Landbouwkrediet | a 3'50"   |

### 9ª tappa
- 21 maggio: Tivoli > Caserta – 201 km

Risultati
| Pos. | Corridore       | Squadra      | Tempo    |
| ---- | --------------- | ------------ | -------- |
| 1    | Mario Cipollini | Acqua & Sap. | 4h38'56" |
| 2    | Robbie McEwen   | Lotto-Adecco | s.t.     |
| 3    | Cristian Moreni | Alessio      | s.t.     |

| Pos. | Corridore        | Squadra         | Tempo     |
| ---- | ---------------- | --------------- | --------- |
| 1    | Jens Heppner     | Team Telekom    | 45h52'24" |
| 2    | Stefano Garzelli | Mapei           | a 3'33"   |
| 3    | J. Popovyč       | Landbouwkrediet | a 3'50"   |

### 10ª tappa
- 22 maggio: Maddaloni > Benevento – 118 km

Risultati
| Pos. | Corridore         | Squadra      | Tempo    |
| ---- | ----------------- | ------------ | -------- |
| 1    | Robbie McEwen     | Lotto-Adecco | 2h57'24" |
| 2    | Fabrizio Guidi    | Team Coast   | s.t.     |
| 3    | Giovanni Lombardi | Acqua & Sap. | s.t.     |

| Pos. | Corridore      | Squadra         | Tempo     |
| ---- | -------------- | --------------- | --------- |
| 1    | Jens Heppner   | Team Telekom    | 48h49'48" |
| 2    | J. Popovyč     | Landbouwkrediet | a 3'50"   |
| 3    | Eddy Mazzoleni | Tacconi Sport   | a 3'57"   |

### 11ª tappa
- 23 maggio: Benevento > Campitello Matese – 143 km

Risultati
| Pos. | Corridore            | Squadra       | Tempo    |
| ---- | -------------------- | ------------- | -------- |
| 1    | Gilberto Simoni      | Saeco         | 4h03'37" |
| 2    | Francesco Casagrande | Fassa Bortolo | s.t.     |
| 3    | Franco Pellizotti    | Alessio       | a 4"     |

| Pos. | Corridore            | Squadra       | Tempo     |
| ---- | -------------------- | ------------- | --------- |
| 1    | Jens Heppner         | Team Telekom  | 52h54'27" |
| 2    | Francesco Casagrande | Fassa Bortolo | a 2'58"   |
| 3    | Gilberto Simoni      | Saeco         | a 3'15"   |

### 12ª tappa
- 24 maggio: Campobasso > Chieti – 205 km

Risultati
| Pos. | Corridore        | Squadra         | Tempo    |
| ---- | ---------------- | --------------- | -------- |
| 1    | Denis Lunghi     | Colpack         | 5h38'16" |
| 2    | Bert Grabsch     | Phonak          | a 37"    |
| 3    | Lorenzo Bernucci | Landbouwkrediet | a 38"    |

| Pos. | Corridore            | Squadra       | Tempo     |
| ---- | -------------------- | ------------- | --------- |
| 1    | Jens Heppner         | Team Telekom  | 58h40'30" |
| 2    | Francesco Casagrande | Fassa Bortolo | a 2'58"   |
| 3    | Paolo Savoldelli     | Index-Al.     | a 3'43"   |

### 13ª tappa
- 25 maggio: Chieti > San Giacomo – 186 km

Risultati
| Pos. | Corridore          | Squadra       | Tempo    |
| ---- | ------------------ | ------------- | -------- |
| 1    | Julio Pérez Cuapio | Cer. Panaria  | 5h04'02" |
| 2    | Cadel Evans        | Mapei         | a 13"    |
| 3    | Dario Frigo        | Tacconi Sport | a 17"    |

| Pos. | Corridore            | Squadra       | Tempo     |
| ---- | -------------------- | ------------- | --------- |
| 1    | Jens Heppner         | Team Telekom  | 63h46'01" |
| 2    | Francesco Casagrande | Fassa Bortolo | a 1'48"   |
| 3    | Fernando Escartín    | Team Coast    | a 2'36"   |

### 14ª tappa
- 26 maggio: Numana > Numana (cronometro individuale) – 30,3 km

Risultati
| Pos. | Corridore      | Squadra       | Tempo  |
| ---- | -------------- | ------------- | ------ |
| 1    | Tyler Hamilton | CSC-Tiscali   | 41'21" |
| 2    | Serhij Hončar  | Fassa Bortolo | a 31"  |
| 3    | Cadel Evans    | Mapei         | a 41"  |

| Pos. | Corridore      | Squadra      | Tempo     |
| ---- | -------------- | ------------ | --------- |
| 1    | Jens Heppner   | Team Telekom | 64h29'54" |
| 2    | Cadel Evans    | Mapei        | a 48"     |
| 3    | Tyler Hamilton | CSC-Tiscali  | a 1'06"   |

### 15ª tappa
- 28 maggio: Terme Euganee > Conegliano – 156 km

Risultati
| Pos. | Corridore           | Squadra       | Tempo    |
| ---- | ------------------- | ------------- | -------- |
| 1    | Mario Cipollini     | Acqua & Sap.  | 3h42'49" |
| 2    | Isaac Gálvez        | Kelme         | s.t.     |
| 3    | Alessandro Petacchi | Fassa Bortolo | s.t.     |

| Pos. | Corridore      | Squadra      | Tempo     |
| ---- | -------------- | ------------ | --------- |
| 1    | Jens Heppner   | Team Telekom | 68h12'43" |
| 2    | Cadel Evans    | Mapei        | a 48"     |
| 3    | Tyler Hamilton | CSC-Tiscali  | a 1'06"   |

### 16ª tappa
- 29 maggio: Conegliano > Corvara in Badia – 163 km

Risultati
| Pos. | Corridore          | Squadra        | Tempo    |
| ---- | ------------------ | -------------- | -------- |
| 1    | Julio Perez Cuapio | Panaria-Fiordo | 4h54'54" |
| 2    | Paolo Savoldelli   | Index-Al.      | a 53"    |
| 3    | Dario Frigo        | Tacconi Sport  | a 55"    |

| Pos. | Corridore      | Squadra       | Tempo     |
| ---- | -------------- | ------------- | --------- |
| 1    | Cadel Evans    | Mapei         | 73h09'23" |
| 2    | Dario Frigo    | Tacconi Sport | a 16"     |
| 3    | Tyler Hamilton | CSC-Tiscali   | a 18"     |

### 17ª tappa
- 30 maggio: Corvara in Badia > Folgaria – 222 km

Risultati
| Pos. | Corridore          | Squadra       | Tempo    |
| ---- | ------------------ | ------------- | -------- |
| 1    | Pavel Tonkov       | Lampre-Daikin | 7h24'57" |
| 2    | Paolo Savoldelli   | Index-Al.     | a 2'11"  |
| 3    | Juan Manuel Gárate | Lampre-Daikin | a 3'08"  |

| Pos. | Corridore         | Squadra     | Tempo     |
| ---- | ----------------- | ----------- | --------- |
| 1    | Paolo Savoldelli  | Index-Al.   | 80h37'11" |
| 2    | Pietro Caucchioli | Alessio     | a 55"     |
| 3    | Tyler Hamilton    | CSC-Tiscali | a 1'28"   |

### 18ª tappa
- 31 maggio: Rovereto > Brescia – 143 km

Risultati
| Pos. | Corridore           | Squadra       | Tempo    |
| ---- | ------------------- | ------------- | -------- |
| 1    | Mario Cipollini     | Acqua & Sap.  | 4h12'44" |
| 2    | Alessandro Petacchi | Fassa Bortolo | s.t.     |
| 3    | René Haselbacher    | Gerolsteiner  | s.t.     |

| Pos. | Corridore         | Squadra     | Tempo     |
| ---- | ----------------- | ----------- | --------- |
| 1    | Paolo Savoldelli  | Index-Al.   | 84h49'55" |
| 2    | Pietro Caucchioli | Alessio     | a 55"     |
| 3    | Tyler Hamilton    | CSC-Tiscali | a 1'28"   |

### 19ª tappa
- 1º giugno: Cambiago > Monticello Brianza (cronometro individuale) – 44,3 km

Risultati
| Pos. | Corridore        | Squadra       | Tempo   |
| ---- | ---------------- | ------------- | ------- |
| 1    | Aitor González   | Kelme         | 55'56"  |
| 2    | Serhij Hončar    | Fassa Bortolo | a 44"   |
| 3    | Paolo Savoldelli | Index-Al.     | a 1'17" |

| Pos. | Corridore         | Squadra     | Tempo     |
| ---- | ----------------- | ----------- | --------- |
| 1    | Paolo Savoldelli  | Index-Al.   | 85h47'09" |
| 2    | Tyler Hamilton    | CSC-Tiscali | a 1'41"   |
| 3    | Pietro Caucchioli | Alessio     | a 2'12"   |

### 20ª tappa
- 2 giugno: Cantù > Milano – 141 km

Risultati
| Pos. | Corridore           | Squadra       | Tempo    |
| ---- | ------------------- | ------------- | -------- |
| 1    | Mario Cipollini     | Acqua & Sap.  | 3h35'28" |
| 2    | Alessandro Petacchi | Fassa Bortolo | s.t.     |
| 3    | René Haselbacher    | Gerolsteiner  | s.t.     |

| Pos. | Corridore         | Squadra     | Tempo     |
| ---- | ----------------- | ----------- | --------- |
| 1    | Paolo Savoldelli  | Index-Al.   | 89h22'42" |
| 2    | Tyler Hamilton    | CSC-Tiscali | a 1'41"   |
| 3    | Pietro Caucchioli | Alessio     | a 2'12"   |

## Evoluzione delle classifiche
| Tappa              | Vincitore             | Classifica generale Maglia rosa | Classifica a punti Maglia ciclamino | Classifica scalatori Maglia verde | Classifica intergiro Maglia azzurra | Trofeo Fast Team       | Trofeo Super Team      |
| ------------------ | --------------------- | ------------------------------- | ----------------------------------- | --------------------------------- | ----------------------------------- | ---------------------- | ---------------------- |
| Prol.              | Juan Carlos Domínguez | Juan Carlos Domínguez           | non assegnata                       | non assegnata                     | non assegnata                       | non assegnata          | non assegnata          |
| 1ª                 | Mario Cipollini       | Mario Cipollini                 | Mario Cipollini                     | non assegnata                     | Mario Cipollini                     | Phonak Hearing Systems | Phonak Hearing Systems |
| 2ª                 | Stefano Garzelli      | Stefano Garzelli                | Mario Cipollini                     | Francesco Casagrande              | Fabrizio Guidi                      | Mapei-Quick Step       | Mapei-Quick Step       |
| 3ª                 | Mario Cipollini       | Stefano Garzelli                | Mario Cipollini                     | Francesco Casagrande              | Massimo Strazzer                    | Mapei-Quick Step       | Phonak Hearing Systems |
| 4ª                 | Robbie McEwen         | Stefano Garzelli                | Mario Cipollini                     | Francesco Casagrande              | Massimo Strazzer                    | Mapei-Quick Step       | Phonak Hearing Systems |
| 5ª                 | Stefano Garzelli      | Stefano Garzelli                | Mario Cipollini                     | Stefano Garzelli                  | Massimo Strazzer                    | Mapei-Quick Step       | Fassa Bortolo          |
| 6ª                 | Giovanni Lombardi     | Jens Heppner                    | Mario Cipollini                     | Stefano Garzelli                  | Massimo Strazzer                    | Kelme-Costa Blanca     | Phonak Hearing Systems |
| 7ª                 | Rik Verbrugghe        | Jens Heppner                    | Mario Cipollini                     | Stefano Garzelli                  | Massimo Strazzer                    | Kelme-Costa Blanca     | Phonak Hearing Systems |
| 8ª                 | Aitor González        | Jens Heppner                    | Massimo Strazzer                    | Stefano Garzelli                  | Massimo Strazzer                    | Kelme-Costa Blanca     | Phonak Hearing Systems |
| 9ª                 | Mario Cipollini       | Jens Heppner                    | Mario Cipollini                     | Stefano Garzelli                  | Massimo Strazzer                    | Kelme-Costa Blanca     | Phonak Hearing Systems |
| 10ª                | Robbie McEwen         | Jens Heppner                    | Massimo Strazzer                    | Ruggero Marzoli                   | Massimo Strazzer                    | Kelme-Costa Blanca     | Phonak Hearing Systems |
| 11ª                | Gilberto Simoni       | Jens Heppner                    | Massimo Strazzer                    | Gilberto Simoni                   | Massimo Strazzer                    | Kelme-Costa Blanca     | Alessio                |
| 12ª                | Denis Lunghi          | Jens Heppner                    | Massimo Strazzer                    | Joaquim Castelblanco              | Massimo Strazzer                    | Phonak Hearing Systems | Phonak Hearing Systems |
| 13ª                | Julio Pérez Cuapio    | Jens Heppner                    | Massimo Strazzer                    | Francesco Casagrande              | Massimo Strazzer                    | Alessio                | Alessio                |
| 14ª                | Tyler Hamilton        | Jens Heppner                    | Massimo Strazzer                    | Francesco Casagrande              | Massimo Strazzer                    | Alessio                | Alessio                |
| 15ª                | Mario Cipollini       | Jens Heppner                    | Massimo Strazzer                    | Joaquim Castelblanco              | Massimo Strazzer                    | Alessio                | Alessio                |
| 16ª                | Julio Pérez Cuapio    | Cadel Evans                     | Massimo Strazzer                    | Julio Alberto Pérez Cuapio        | Massimo Strazzer                    | Alessio                | Alessio                |
| 17ª                | Pavel Tonkov          | Paolo Savoldelli                | Massimo Strazzer                    | Julio Alberto Pérez Cuapio        | Massimo Strazzer                    | Alessio                | Alessio                |
| 18ª                | Mario Cipollini       | Paolo Savoldelli                | Mario Cipollini                     | Julio Alberto Pérez Cuapio        | Massimo Strazzer                    | Alessio                | Alessio                |
| 19ª                | Aitor González        | Paolo Savoldelli                | Mario Cipollini                     | Julio Alberto Pérez Cuapio        | Massimo Strazzer                    | Alessio                | Alessio                |
| 20ª                | Mario Cipollini       | Paolo Savoldelli                | Mario Cipollini                     | Julio Alberto Pérez Cuapio        | Massimo Strazzer                    | Alessio                | Alessio                |
| Classifiche finali | Classifiche finali    | Paolo Savoldelli                | Mario Cipollini                     | Julio Alberto Pérez Cuapio        | Massimo Strazzer                    | Alessio                | Alessio                |

## Classifiche finali

### Classifica generale - Maglia rosa
| Pos. | Corridore          | Squadra       | Tempo     |
| ---- | ------------------ | ------------- | --------- |
| 1    | Paolo Savoldelli   | Index-Al.     | 89h22'42" |
| 2    | Tyler Hamilton     | CSC-Tiscali   | a 1'41"   |
| 3    | Pietro Caucchioli  | Alessio       | a 2'12"   |
| 4    | Juan Manuel Gárate | Lampre        | a 3'14"   |
| 5    | Pavel Tonkov       | Lampre        | a 5'34"   |
| 6    | Aitor González     | Kelme         | a 6'54"   |
| 7    | Georg Totschnig    | Gerolsteiner  | a 7'02"   |
| 8    | Fernando Escartín  | Team Coast    | a 7'07"   |
| 9    | Rik Verbrugghe     | Lotto-Adecco  | a 9'36"   |
| 10   | Dario Frigo        | Tacconi Sport | a 11'50"  |

### Classifica a punti - Maglia ciclamino
| Pos. | Corridore           | Squadra       | Punti |
| ---- | ------------------- | ------------- | ----- |
| 1    | Mario Cipollini     | Acqua & Sap.  | 184   |
| 2    | Massimo Strazzer    | Phonak        | 166   |
| 3    | Aitor González      | Kelme         | 106   |
| 4    | Alessandro Petacchi | Fassa Bortolo | 101   |
| 5    | Tyler Hamilton      | CSC-Tiscali   | 86    |

### Classifica scalatori - Maglia verde
| Pos. | Corridore               | Squadra      | Punti |
| ---- | ----------------------- | ------------ | ----- |
| 1    | J. Alberto Pérez Cuapio | Cer. Panaria | 69    |
| 2    | Joaquim Castelblanco    | Colombia     | 33    |
| 3    | Pavel Tonkov            | Lampre       | 25    |
| 4    | Daniele De Paoli        | Alessio      | 22    |
| 5    | Sergio Barbero          | Lampre       | 20    |

### Classifica Intergiro - Maglia azzurra
| Pos. | Corridore        | Squadra       | Tempo     |
| ---- | ---------------- | ------------- | --------- |
| 1    | Massimo Strazzer | Phonak        | 55h05'46" |
| 2    | Serhij Hončar    | Fassa Bortolo | a 4'26"   |
| 3    | Aitor González   | Kelme         | a 4'41"   |
| 4    | Tyler Hamilton   | CSC-Tiscali   | a 4'46"   |
| 5    | Biagio Conte     | Saeco         | a 4'55"   |

### Classifica a squadre - Trofeo Fast Team
| Pos. | Squadra          | Tempo      |
| ---- | ---------------- | ---------- |
| 1    | Alessio          | 267h57'29" |
| 2    | Lampre-Daikin    | a 30'10"   |
| 3    | Rabobank         | a 40'12"   |
| 4    | Team CSC-Tiscali | a 42'03"   |
| 5    | Mapei-Quick Step | a 45'55"   |

### Classifica a squadre - Trofeo Super Team
| Pos. | Squadra                | Punti |
| ---- | ---------------------- | ----- |
| 1    | Alessio                | 360   |
| 2    | Phonak Hearing Systems | 306   |
| 3    | Fassa Bortolo          | 284   |
| 4    | Mapei-Quick Step       | 313   |
| 5    | Lampre-Daikin          | 280   |